# 莱比锡巴赫博物馆
莱比锡巴赫博物馆（德語：Bach-Museum Leipzig）展示了作曲家约翰·塞巴斯蒂安·巴赫的生平以及影响。它是托马斯教堂恶魔屋中的莱比锡巴赫档案馆的一部分。 

## 历史
自1985年开放以来，博物馆已有850,000名游客。从1987年到2002年博物馆由音乐学家Cornelia Krumbiegel领导，她自从1983年开始就参与了博物馆的建造工作。
从1999年10月到2000年3月，由于现代化改造博物馆被关闭了6个月。改造后的博物馆面积扩大到了230平方米。
自2010年翻新后重新开放以来，博物馆的主题展览面积为450平方米。

## 外部連結
- Bach-Museum Leipzig （页面存档备份，存于） – 官方网站

51°20′19″N 12°22′20″E / 51.33865°N 12.37226°E